# Іваньково-Леніно
Іва́ньково-Ле́ніно (рос. Иваньково-Ленино, чув. Иваньково-Ленино) — село у складі Алатирського району Чувашії, Росія. Адміністративний центр Іваньково-Ленінського сільського поселення.
Населення — 828 осіб (2010; 1161 у 2002).
Національний склад:
- росіяни — 94 %